# Patristik

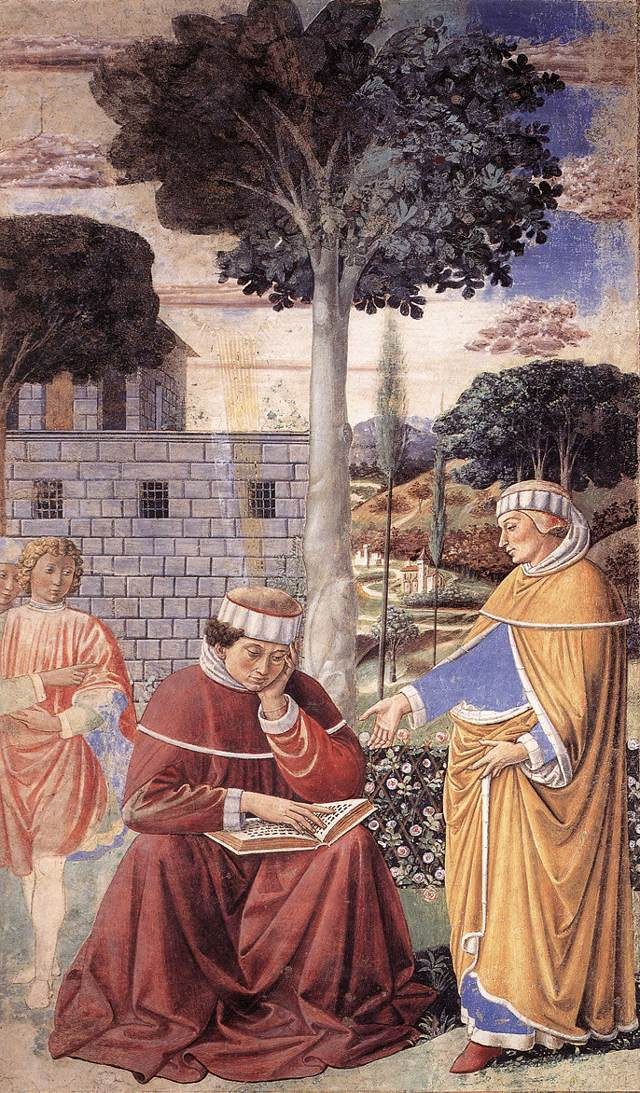
Die Bekehrung des Augustinus

Als Patristik wird in der christlichen Theologie und Philosophie die Wissenschaft bezeichnet, die sich mit der Zeit der Kirchenväter beschäftigt. Es ist die Epoche der Alten Kirche vom 1. Jahrhundert bis zum 7. oder spätestens frühen 8. Jahrhundert. Diese Zeit wird u. a. von der Patristischen Arbeitsgemeinschaft und von der Association Internationale d’Études Patristiques (AIEP) untersucht.

## Abgrenzung
Während sich die Patrologie in erster Linie mit den für den (katholischen) Glauben relevanten Schriften der Kirchenväter befasst, beschäftigt sich die Patristik mit allen erhaltenen theologischen Schriften aus dieser Zeit, also auch mit den Schriften von Häretikern und mit nicht-persönlichen Textzeugnissen wie Konzilsakten und liturgischen Texten.
Die Patristik benutzt u. a. Methoden der Sprach- und Literaturwissenschaft, ist also auch Literaturgeschichte. Sie ist ein Teilgebiet der Kirchengeschichte und geht mit der Dogmengeschichte Hand in Hand.

## Entwicklung
Die Apologeten des zweiten und dritten Jahrhunderts, beispielsweise Justin der Märtyrer oder Tertullian (um 155 bis 220), beschrieben das Christentum in der Ausdrucksweise der griechischen Philosophie, mit Anleihen bei Platon und Philon, dem Stoizismus und dem Neuplatonismus; denn das war Voraussetzung dafür, die Gebildeten zu erreichen.
Als die vier lateinischen Kirchenväter im engeren Sinne gelten Hieronymus, Ambrosius von Mailand, Augustinus und Gregor der Große, sie galten später als besonders wichtige Autoritäten und prägten vor allem das europäische Christentum in hohem Maße. Alle Kirchenväter setzten sich – teilweise auch polemisch – mit christlichen Lehren auseinander, die nicht dem Konsens der Kirche entsprachen, und formulierten die kirchliche Lehre genauer, um diesen Konsens von anderen Lehren abzugrenzen. Irenäus von Lyon bekämpfte im zweiten Jahrhundert die Gnosis, Athanasius von Alexandria und Basilius von Caesarea im vierten Jahrhundert den Arianismus, Augustinus von Hippo im fünften Jahrhundert den Pelagianismus und Donatismus. Außerdem wurden auch alle Erscheinungsformen nichtchristlicher Religion scharf bekämpft.
Aus diesen Auseinandersetzungen entstanden vom 1. Jahrhundert bis 4. Jahrhundert die altchristlichen Glaubensbekenntnisse als Grundlagen der kirchlichen Lehre. Auf dieser Basis wurde dann in der Zeit vom 4. Jahrhundert bis zum 8. Jahrhundert die Dogmatik entwickelt, die im Wesentlichen bis heute die dogmatische Grundlage aller großen Konfessionen ist.
Die Kirchenväter argumentierten hauptsächlich mit der Bibel, sowohl dem Alten als auch dem Neuen Testament. Die wesentliche Grundlage der christlichen Lehre war für sie die Heilige Schrift, ausgelegt in der Tradition der Apostel. Es entwickelten sich verschiedene Hermeneutiken, insbesondere die allegorische Auslegung von Alexandria, für die Origenes (um 185 bis 254) beispielhaft ist, und die wörtlich-grammatikalische Auslegung von Antiochia, die beispielsweise Johannes Chrysostomos vertritt. Von vielen Kirchenvätern sind fortgesetzte Bibelauslegungen erhalten.
Die patristische Epoche endet im Westen mit Isidor von Sevilla, im Osten mit Johannes von Damaskus, die jeweils als letzte Kirchenväter gelten. Manche zählen aber noch Beda zu den Kirchenvätern.

### Einteilung
Teilweise wird die Patristik in drei Epochen unterteilt:
1. Die vornicänische Patristik: ca. 90/100–325 n. Chr.
2. Die Hochpatristik: 325–451
3. Die Spätpatristik: 451–750

Es werden unterschiedliche Gruppen unterschieden:
- Apostolische Väter
- Apologeten
- „Vornicäer“ (siehe Erstes Konzil von Nicäa)
- Katechetenschule von Alexandria
- Antiochenische Schule
- „Hohe Patristik“
- „Spätpatristik“
- „Ausklang und Übergang in den spätantiken Sammlungen der Vätersentenzen“

### Philosophie
Viele der frühen christlichen Theologen betätigten sich auch auf philosophischem Gebiet und werden daher (unter diesem Gesichtspunkt) auch als Philosophen angesehen, waren aber in erster Linie Theologen. Der Vorrang der Theologie vor der Philosophie des Mittelalters war selbstverständlich. Folgenreich für die Entwicklung der abendländischen Philosophie war der Einfluss nichtchristlicher Philosophen (vor allem Platons und der Neuplatoniker) auf die christlichen Autoren der patristischen Zeit. Den Kirchenvätern standen noch Werke der alten Philosophen zur Verfügung, die heute verloren sind, aber teilweise aus den patristischen Schriften erschlossen werden können. Eine starke Nachwirkung erzielte Calcidius, der im 3. oder 4. Jahrhundert Platons Dialog Timaios ins Lateinische übersetzte und kommentierte.